# Asian dreams (single van Jack Jersey)
Asian dreams is een single van Jack Jersey uit 1977. Het is eveneens de titelsong van een elpee (Asian dreams) die hij dat jaar uitbracht. Op de B-kant van de single staat My father's house.
De single kwam in Nederland en België uit, maar bereikte van alle lijsten alleen de Top 30 van de Vlaamse BRT. Hier stond het  een week in op nummer 29.

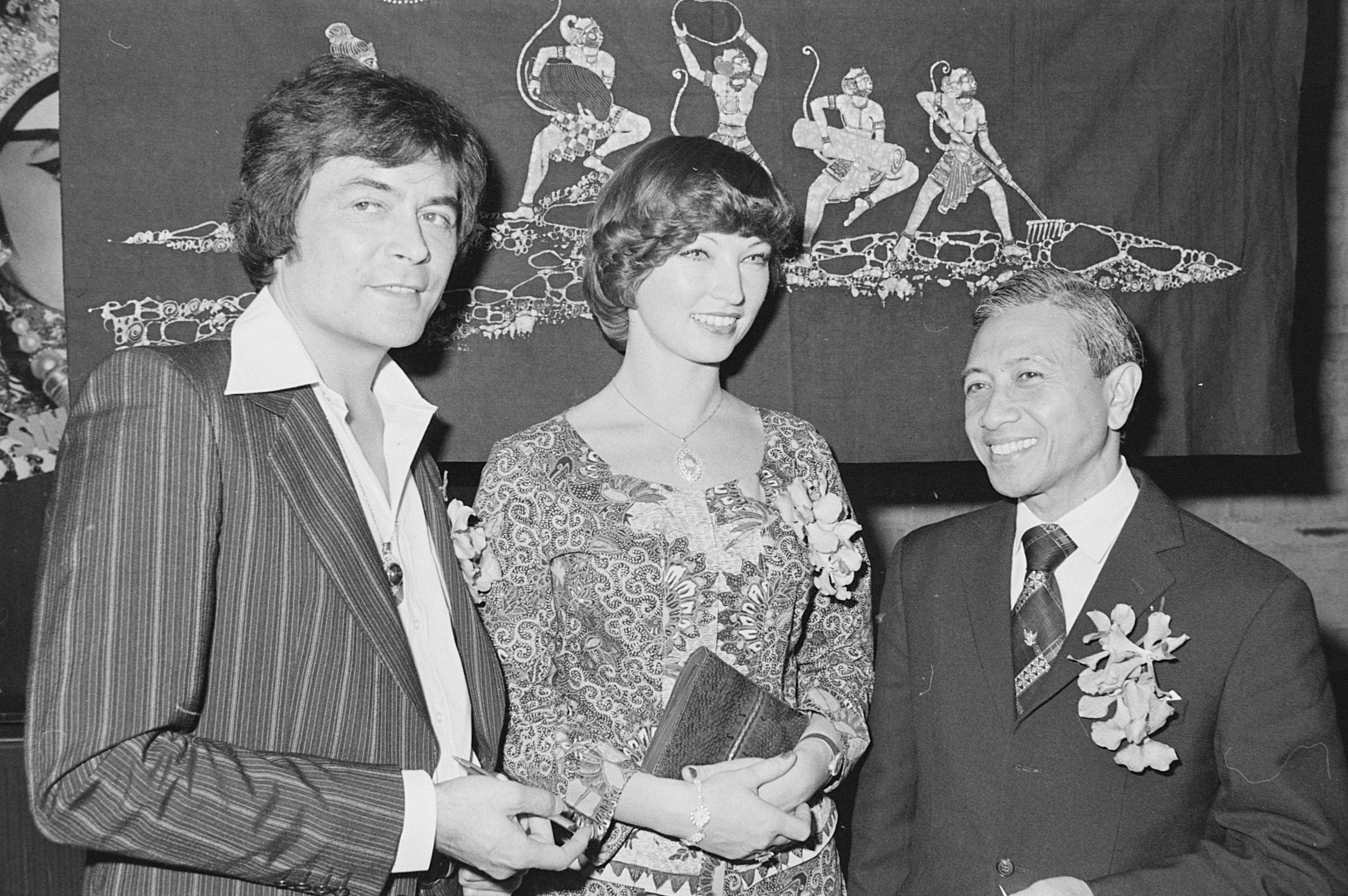
Presentatie van de elpee Asian dreams in bijzijn van de waarnemende Indonesische ambassadeur Sudarmo Martonagoro.